# Force de défense territoriale lituanienne
Pour les articles homonymes, voir Force de défense territoriale.

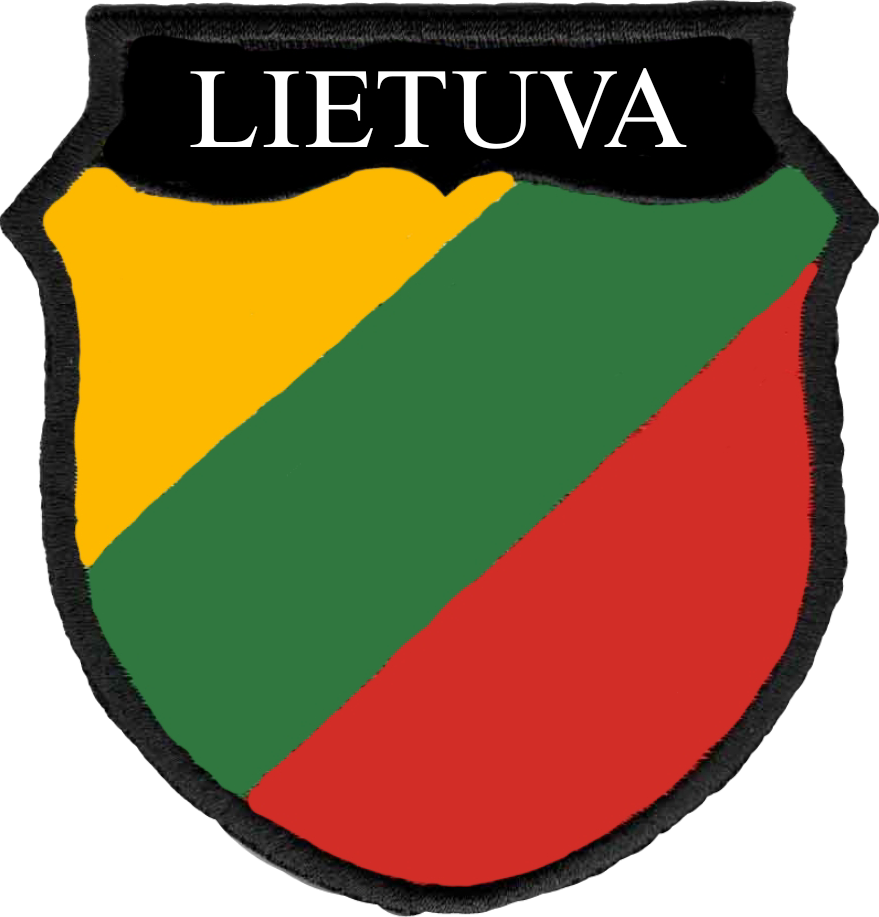
Insigne de la LVR

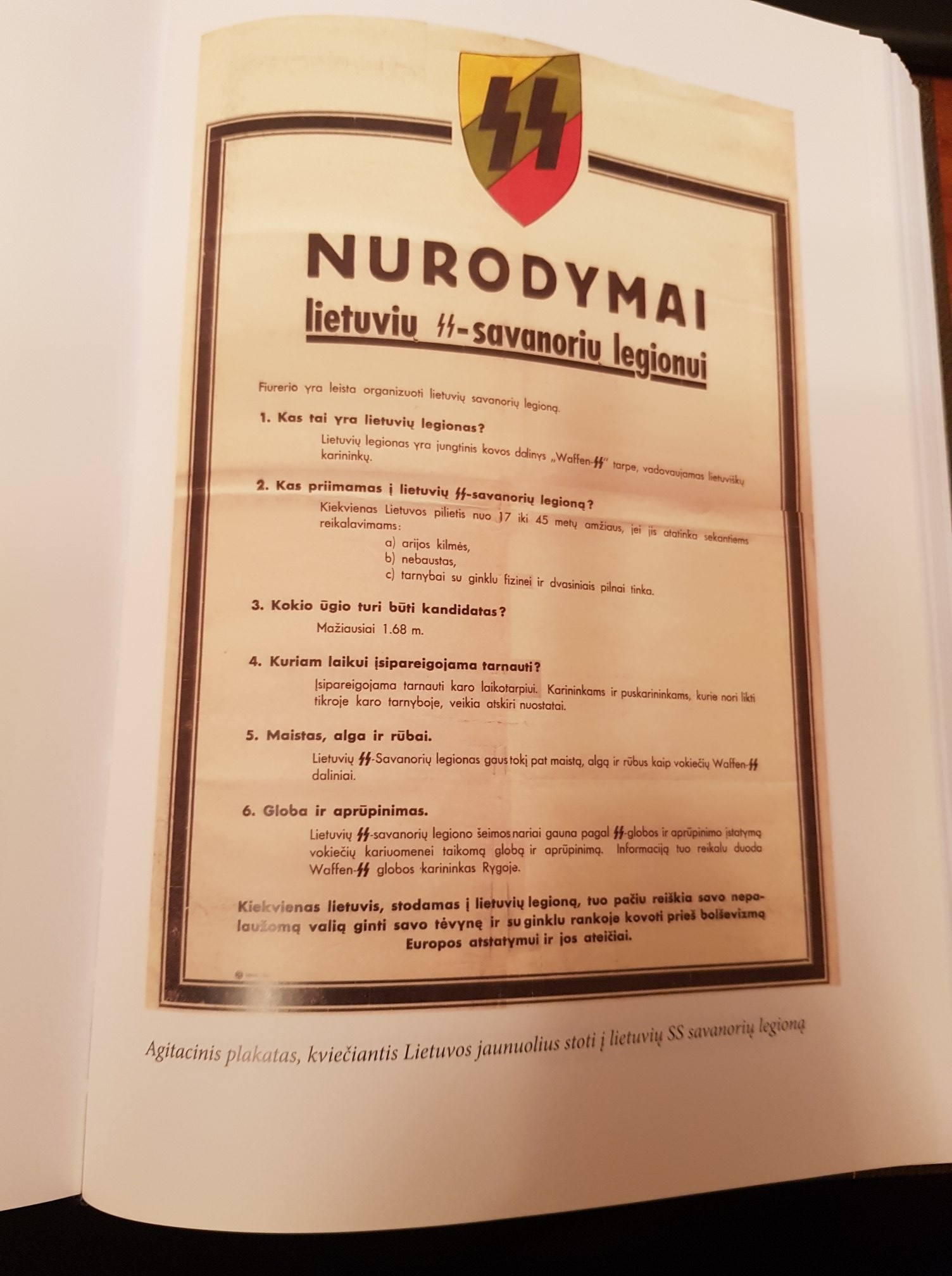
Affiche utilisé pour l'enrôlement dans la LTDF

La Force de défense territoriale lituanienne ou LTDF (lituanien : Lietuvos vietinė rinktinė (LVR), allemand : Litauische Sonderverbände) est une force armée volontaire lituanienne créée et dissoute en 1944 pendant l'occupation allemande de la Lituanie. La LTDF était subordonnée aux autorités de l'Allemagne nazie et avait pour objectif de combattre l'approche de l'Armée rouge, d'assurer la sécurité et de mener une lutte contre les bandits sur le territoire, selon les Lituaniens (voir aussi Occupation allemande de la Lituanie du Reichskommissariat Ostland). La LTDF avait une certaine autonomie et était composée d'officiers lituaniens, leur commandant le plus notable étant le général lituanien Povilas Plechavičius (en). La LTDF a rapidement atteint la taille d'environ 10 000 hommes. Après de brefs combats contre les partisans soviétiques et polonais (Armia Krajowa), la force s'est dissoute, ses dirigeants arrêtés et envoyés dans des camps de concentration. De nombreux membres ont été exécutés par les nazis. Beaucoup d'autres ont été enrôlés dans d'autres services auxiliaires nazis ou ont commencé à former une résistance anti-soviétique armée, également connue sous le nom de Frères de la forêt. L'Union des soldats de la Force de défense territoriale lituanienne (Lietuvos vietinės rinktinės karių sąjunga), une organisation d'anciens combattants, a été fondée en 1997. 